# Āzrūvaj
Āzrūvaj (persiska: اَرِزووَج, آرزووَج, Arezūvaj, آزرووج) är en ort i Iran.   Den ligger i provinsen Hamadan, i den nordvästra delen av landet, 300 km väster om huvudstaden Teheran. Āzrūvaj ligger 2 045 meter över havet och antalet invånare är 169.
Terrängen runt Āzrūvaj är kuperad åt sydväst, men åt nordost är den bergig.Runt Āzrūvaj är det ganska tätbefolkat, med 86 invånare per kvadratkilometer. Närmaste större samhälle är Pasragad Branch, 16,4 km nordost om Āzrūvaj. Trakten runt Āzrūvaj består i huvudsak av gräsmarker.